# Алексеевка (Сараевский район)
Алексеевка — село в Сараевском районе Рязанской области России, административный центр Алексеевского сельского поселения.

## География
Село расположено в юго-восточной части региона, в лесостепной зоне, в пределах Окско-Донской равнины, на берегу реки Пара в 36 км на юго-восток от райцентра посёлка Сараи.
К югу находится село Парский Угол Моршанского района Тамбовской области.

### Климат
Климат характеризуется как умеренно континентальный, с тёплым летом и умеренно холодной зимой. Среднегодовая температура воздуха — 3,8 °C. Средняя температура воздуха самого холодного месяца (января) — −11,4 °C (абсолютный минимум — −40 °C); самого тёплого месяца (июля) — 19 °C (абсолютный максимум — 39 °C). Безморозный период длится 135—155 дней. Среднегодовое количество осадков — 558 мм, из которых 365 мм выпадает в период с апреля по октябрь. Снежный покров держится в течение 120—147 дней.

## История
В XIX — начале XX века село являлось центром Андреевской волости Сапожковского уезда Рязанской губернии. В 1906 году в селе было 72 дворов.
С 1929 года село являлось центром Алексеевского сельсовета Сараевского района Рязанского округа Московской области, с 1937 года — в составе Рязанской области, с 2005 года — центр Алексеевского сельского поселения.

## Население
| 1859 | 1897 | 1906 | 1926 | 2010 |
| ---- | ---- | ---- | ---- | ---- |
| 496  | ↗524 | ↗561 | ↗672 | ↘265 |

## Инфраструктура
В селе имеются Алексеевская средняя общеобразовательная школа, фельдшерско-акушерский пункт, почтовое отделение.

## Достопримечательности
В 2019 году в селе была освящена Церковь Казанской иконы Божией Матери.